# Џејмстаун (Света Јелена)
Џејмстаун (енгл. Jamestown) је главни град острва Света Јелена, као и Британске прекоморске територије Света Јелена, Асенсион и Тристан да Куња. Град је основан 1659. године, на северозападном делу острва. Према попису из 2008. године град има 714 становника, и површину од 3.6 km².